# Тиэлла (эсминец)
Тиэлла (греч. Θύελλα — буря) — греческий эскадренный миноносец начала 20 века (одноимённого класса).
Класс включал в себя также эсминцы «Логхи», «Навкратуса», «Сфендони».
Эсминец был построен на верфи Yarrow Shipbuilders в Великобритании в период 1905—1907 годов.

## Мятеж 1909 года
В 1909 году Алфонсатос-Типалдос, Константинос, в звании капитан-лейтенанта, вступил в «Военный совет» офицеров, руководимых полковником Н. Зорбасом, который вынудил королевский двор и политиков в проведении реформ в армии и в стране. После того как «Совет» стал практически правительственным органом и к нему стали примыкать высшие офицеры флота, амбиции Типалдоса привели его к столкновению с «Советом».
16 октября, во главе 25 младших офицеров, Типалдос захватил на базе ВМФ на острове Саламине 5 находившихся там эсминцев («Сфендони», «Навкратуса», «Аспис», «Тиэлла», «Велос»). Против мятежников выступила, верная правительству, группа броненосцев. Типалдос, на борту эсминца «Сфендони», которым командовал Иоаннис Деместихас, возглавляя группу 3 эсминцев, принял бой с 3 броненосцами в Саламинском проливе. Артиллерийская дуэль продолжилась 15 минут. В результате прямого попадания «Сфендони» получила крен и, во избежание потопления, Типалдос дал команду посадить эминец на мель. «Навкратуса», «Аспис» и «Идра» получили более лёгкие повреждения. «Тиэлла» не пострадал. 5 моряков с мятежных эсминцев погибли. Стало очевидно, что у мятежа нет перспектив. Типалдос и 7 его соратников ушли в горы, но были схвачены и были судимы.

## Балканские войны
«Тиэлла», вместе с «Спеце», «Идра» и «Логхи», входил в состав 2-й эскадры флота, под командованием капитана П. Гиниса. Эсминец принял участие в освобождении острова Тасоса 17—18 октября 1912, прикрывая высадку армии с торгового парохода «Пелопс».
2 ноября 1912 года, через неделю после освобождения македонской столицы, города Салоник, греческая эскадра, которую возглавлял броненосец «Георгиос Авероф», направилась к Афону.
Эскадра была встречена колокольным перезвоном монастырей Святой горы. Эскадра ответила салютом в 21 залпа.
«Тиэлла» встал на якоря в Дафни и высадил десант в 40 моряков. Представитель султана находившийся в Пиргосе сдал Святую гору Греческому королевству.
Одновременно «Георгиос Авероф» и разведывательные корабли «Иэракс» и «Пантир» направились к «каналу Ксеркса», где высадили десант в 200 моряков.
4 ноября Святая община Афона (Ιερά Κοινότητα) послала благодарственную телеграмму греческому премьер-министру Венизелосу.
На следующий день, 5 ноября 1912 года, «Тиэлла» поднял греческий флаг на острове Икария.
В конце ноября 1912 года «Тиэлла», вместе с «Пантиром» и «Логхи», вошёл в состав одной из трёх групп, на которые была разбита флотилия эсминцев, сопровождая конвои и производя дозор у пролива Дарданеллы, на случай если турецкий флот решится выйти из него.
3 (16) декабря 1912 года, «Тиэлла», в составе греческого флота ведомого флагманом, броненосцем «Георгиос Авероф», под командованием адмирала Кунтуриотиса принял участие в греческой победе над турецким флотом у Элли, находясь между островами Гёкчеада и Бозджаада, в западном секторе сражения.
В последовавшей греческой победе над турецким флотом у Лемноса «Тиэлла» не принял участие, поскольку вместе с «Логхи», «Докса» и «Велос I» патрулировал между островами Хиосом и Псарой.

## Первая мировая война
В октябре 1916 года корабль был конфискован Антантой, по причине первоначального нейтралитета Греции и был передан французам.
После вступления Греции в войну в июле 1917 года, корабль был возвращён греческому флоту в 1918 году.
После капитуляции Османской империи, корабль с 1919 года оказывал поддержку греческой армии во время её малоазийского похода.

## Вторая мировая война
В период 1926—1928 годов эсминец прошёл модернизацию на базе флота на острове Саламине.
Эсминец принял участие в греко-итальянской войне 1940—1941 годов, под командованием капитана Дамиралиса.
После того как на помощь итальянцам пришла нацистская Германия, эсминец был потоплен немецкой авиацией 21 апреля 1941 года, находясь на якорной стоянке в бухте Вулиагмени у островка Флевеса в заливе Сароникосе.

## Наследники
- «Тиэлла II» типа «Флетчер». Вошёл в состав флота в 1962 году.